# الیزیوم
در باورهای یونان باستان، الیزیوم (به یونانی: Ἠλύσια πεδία)، الیسیون، دشت‌های الیزی، کشتزار الوسیوم یا جزایر خجستگان، سرزمین مردگان جاوید، مکانی است که مردگان جاویدان در آن به آرامش می‌رسند. این مکان در نقطه مقابل جهان زیرین؛ قلمرو هیدیز  قرار دارد و جایگاه خوشبختی است.